# Rodrigo Fabri
Rodrigo Fabri (Santo André, 15 de gener de 1976) és un futbolista brasiler, que ocupa la posició de migcampista atacant.
Va començar la seua carrera al Portuguesa, d'on va ser captat el 1998 pel Reial Madrid. El conjunt blanc el va cedir al Reial Valladolid, tot disputant 29 partits i marcant 8 gols. Sense lloc al Madrid, marxa a l'Sporting de Portugal i al Grémio brasiler, on destaca de cara a porta.
La temporada 03/04 retorna a la lliga espanyola per militar a l'Atlètic de Madrid, signant una campanya discreta. Retorna de nou al Brasil per militar en club com l'Atlético Mineiro, el Sao Paulo o el Paulista, entre d'altres.
Va ser màxim golejador del campionat brasiler del 2002, a les files del Grémio.

## Selecció
Rodrigo va ser tres vegades internacional amb Brasil, marcant un gol. Va formar part de l'equip del seu país que va guanyar la Copa Confederacions de 1997.